# 後藤明 (歴史学者)
後藤 明（ごとう あきら、1941年7月22日 - 2022年3月3日）は、日本のイスラーム学者、東京大学東洋文化研究所名誉教授、元東洋大学教授。専攻、初期イスラーム史。

## 来歴・人物
東京出身。1965年東京大学文学部東洋史学卒、67年同大学院修士課程修了、東洋文庫研究生、68年同ユネスコ東アジア文化研究センター研究員、78年山形大学人文学部助教授、86年教授、87年東京大学東洋文化研究所教授。2002年定年退官、名誉教授、東洋大学文学部教授。2008年定年退職。
2013年、『預言者ムハンマド伝』の業績により第2回三笠宮オリエント学術賞受賞。

## 著書

### 単著
- 『メッカ　イスラームの都市社会』（中公新書、1991年 / 講談社学術文庫、2021年）
- 『マホメットとアラブ』（朝日文庫、1991年）
- 『イスラーム世界の歴史』（放送大学教育振興会、1993年）
- 『イスラーム世界史』（放送大学教育振興会、1997年）
- 『ビジュアル版 イスラーム歴史物語』（講談社、2001年）
  - 改題・改訂『イスラーム世界史』（角川ソフィア文庫、2017年）
- 『ムハンマド時代のアラブ社会』<世界史リブレット100>（山川出版社、2012年）

### 共編著
- （板垣雄三）『事典イスラームの都市性』（亜紀書房、1992年）
- （板垣雄三）『イスラームの都市性』（日本学術振興会、1993年）
- 『文明としてのイスラーム』（栄光教育文化研究所、1994年）
- 『イスラーム不思議曼荼羅』 野町和嘉共著（ユーラシア旅行社、2003年）
- 『イスラームとは何か』 山内昌之共編 （新書館、2003年）
- 『西アジア社会の重層的構造』松原正毅共編　（国立民族学博物館地域研究企画交流センター、2003年）
- 『朝倉世界地理講座 大地と人間の物語 6　西アジア』木村喜博,安田喜憲共編　（朝倉書店、2010年）

### 翻訳
- イブン・イスハーク『預言者ムハンマド伝』全4巻<イスラーム原典叢書>（岩波書店、2010-2012年）[5]
　イブン・ヒシャーム編註、医王秀行・高田康一・高野太輔共訳注

### 監修
- 『ムハンマドの生涯』（アンヌ=マリ・デルカンブル著、 小林修、高橋宏訳、創元社、2003年）
- 『学習漫画世界の歴史6　ムハンマドとイスラム世界の広がり』（集英社、2002年）